# Supachok Sarachat
Supachok Sarachat (in thailandese สุภโชค สารชาติ; Sisaket, 22 maggio 1998) è un calciatore thailandese, centrocampista del Consadole Sapporo e della nazionale thailandese.

## Carriera

### Club
Nel 2015 esordisce nella massima serie thailandese con il Buriram Utd, uno dei principali club del Paese; dopo un breve prestito in terza divisione al Surin City (10 presenze e 2 reti), dal 2016 torna al Buriram United.

### Nazionale
Ha giocato nelle nazionali giovanili thailandesi Under-19 ed Under-23.
Ha esordito in nazionale nel 2017, giocando gli ultimi 6 minuti della partita di qualificazione ai Mondiali persa per 2-1 in casa contro l'Iraq; ha realizzato le sue prime reti in nazionale mettendo a segno una doppietta nella partita di qualificazione ai Mondiali vinta per 3-0 sul campo dell'Indonesia il 10 settembre 2019.
Nel 2023 partecipa alla Coppa d'Asia.

## Statistiche

### Cronologia presenze e reti in nazionale
| Cronologia completa delle presenze e delle reti in nazionale ― Thailandia | Cronologia completa delle presenze e delle reti in nazionale ― Thailandia | Cronologia completa delle presenze e delle reti in nazionale ― Thailandia | Cronologia completa delle presenze e delle reti in nazionale ― Thailandia | Cronologia completa delle presenze e delle reti in nazionale ― Thailandia | Cronologia completa delle presenze e delle reti in nazionale ― Thailandia | Cronologia completa delle presenze e delle reti in nazionale ― Thailandia | Cronologia completa delle presenze e delle reti in nazionale ― Thailandia |
| Data                                                                      | Città                                                                     | In casa                                                                   | Risultato                                                                 | Ospiti                                                                    | Competizione                                                              | Reti                                                                      | Note                                                                      |
| ------------------------------------------------------------------------- | ------------------------------------------------------------------------- | ------------------------------------------------------------------------- | ------------------------------------------------------------------------- | ------------------------------------------------------------------------- | ------------------------------------------------------------------------- | ------------------------------------------------------------------------- | ------------------------------------------------------------------------- |
| 31-8-2017                                                                 | Bangkok                                                                   | Thailandia                                                                | 1 – 2                                                                     | Iraq                                                                      | Qual. Mondiali 2018                                                       | -                                                                         | 84’                                                                       |
| 5-6-2019                                                                  | Buriram                                                                   | Thailandia                                                                | 0 – 1                                                                     | Vietnam                                                                   | Amichevole                                                                | -                                                                         |                                                                           |
| 8-6-2019                                                                  | Buriram                                                                   | Thailandia                                                                | 0 – 1                                                                     | India                                                                     | Amichevole                                                                | -                                                                         | 41’                                                                       |
| 5-9-2019                                                                  | Rangsit                                                                   | Thailandia                                                                | 0 – 0                                                                     | Vietnam                                                                   | Qual. Mondiali 2022                                                       | -                                                                         |                                                                           |
| 10-9-2019                                                                 | Giacarta                                                                  | Indonesia                                                                 | 0 – 3                                                                     | Thailandia                                                                | Qual. Mondiali 2022                                                       | 2                                                                         |                                                                           |
| 15-10-2019                                                                | Rangsit                                                                   | Thailandia                                                                | 2 – 1                                                                     | Emirati Arabi Uniti                                                       | Qual. Mondiali 2022                                                       | -                                                                         |                                                                           |
| 14-11-2019                                                                | Kuala Lumpur                                                              | Malaysia                                                                  | 2 – 1                                                                     | Thailandia                                                                | Qual. Mondiali 2022                                                       | -                                                                         | 25’                                                                       |
| 19-11-2019                                                                | Hanoi                                                                     | Vietnam                                                                   | 0 – 0                                                                     | Thailandia                                                                | Qual. Mondiali 2022                                                       | -                                                                         | 90+1’                                                                     |
| 3-6-2021                                                                  | Dubai                                                                     | Thailandia                                                                | 2 – 2                                                                     | Indonesia                                                                 | Qual. Mondiali 2022                                                       | -                                                                         | 68’                                                                       |
| 7-6-2021                                                                  | Dubai                                                                     | Emirati Arabi Uniti                                                       | 3 – 1                                                                     | Thailandia                                                                | Qual. Mondiali 2022                                                       | -                                                                         |                                                                           |
| 15-6-2021                                                                 | Dubai                                                                     | Thailandia                                                                | 0 – 1                                                                     | Malaysia                                                                  | Qual. Mondiali 2022                                                       | -                                                                         | 72’                                                                       |
| 5-12-2021                                                                 | Singapore                                                                 | Timor Est                                                                 | 0 – 2                                                                     | Thailandia                                                                | AFF Cup 2020                                                              | 1                                                                         | 85’                                                                       |
| 11-12-2021                                                                | Singapore                                                                 | Thailandia                                                                | 4 – 0                                                                     | Birmania                                                                  | AFF Cup 2020                                                              | 1                                                                         | 66’                                                                       |
| 14-12-2021                                                                | Singapore                                                                 | Filippine                                                                 | 1 – 2                                                                     | Thailandia                                                                | AFF Cup 2020                                                              | -                                                                         | 90+1’                                                                     |
| 23-12-2021                                                                | Singapore                                                                 | Vietnam                                                                   | 0 – 2                                                                     | Thailandia                                                                | AFF Cup 2020                                                              | -                                                                         | 62’                                                                       |
| 29-12-2021                                                                | Singapore                                                                 | Indonesia                                                                 | 0 – 4                                                                     | Thailandia                                                                | AFF Cup 2020                                                              | 1                                                                         |                                                                           |
| 1-1-2022                                                                  | Singapore                                                                 | Thailandia                                                                | 2 – 2                                                                     | Indonesia                                                                 | AFF Cup 2020                                                              | -                                                                         |                                                                           |
| 27-3-2022                                                                 | Thanyaburi                                                                | Thailandia                                                                | 1 – 0                                                                     | Suriname                                                                  | Amichevole                                                                | -                                                                         | 88’                                                                       |
| Totale                                                                    |                                                                           | Presenze                                                                  | 18                                                                        |                                                                           | Reti                                                                      | 5                                                                         |                                                                           |

## Palmarès

### Club
- Campionato thailandese: 4

Buriram United: 2015, 2017, 2018, 2021-2022
- Thai League Cup: 3

Buriram United: 2015, 2016, 2021
- Thai FA Cup: 1

Buriram United: 2021-2022

### Nazionale
- Campionato dell'ASEAN di calcio: 1

2020